# Otmar Issing
Otmar Issing, född 27 mars 1936 i Würzburg, Tyskland, är en tysk ekonom (professor). Han var medlem i Deutsche Bundesbank - Tysklands centralbank (1990–1998) och Europeiska centralbanken (ECB) (1998–2006). 
Otmar studerade filologi 1954-1955 vid universitetet i Würzburg för att sedan fortsätta 1955-1960 med nationalekonomistudier i vid universiteten i Würzburg, London och Paris. Han tog 1960 en universitetsexamen i nationalekonomi. 1960-1965 inledde han en forskarkarriär inom nationalekonomi, för att 1967 vid universitetet i Erlangen-Nürnberg få en professorstitel. Han har dessutom flera hederstdoktortitlar.

## Skrifter i urval
- "Monetäre Probleme der Konjunkturpolitik in der EWG" (Dissertation),(1964)
- "Leitwährung und internationale Währungsordnung " (Habilitation), (1965)
- "Einführung in die Geldtheorie", (1974) 14. Auflage 2006, ISBN 978-3-8006-3366-1
- "Einführung in die Geldpolitik", (1981), 6. Auflage 1996, ISBN 3-8006-2098-7
- "Einführung in die Geldtheorie" (Introduction to monetär teori), 2003
- "Penningpolitiken i euroområdet - Strategi och Beslutsfattande vid Europeiska centralbanken" (2001) (med V. Gaspar, I. Angeloni, O. Tristani)
- "Einführung in die Geldpolitik" (Introduktion till penningpolitiken), 1996